# Barrage des Toules
Le barrage des Toules est un barrage hydroélectrique situé en Suisse dans le canton du Valais, non loin de la frontière italienne.

## Géographie

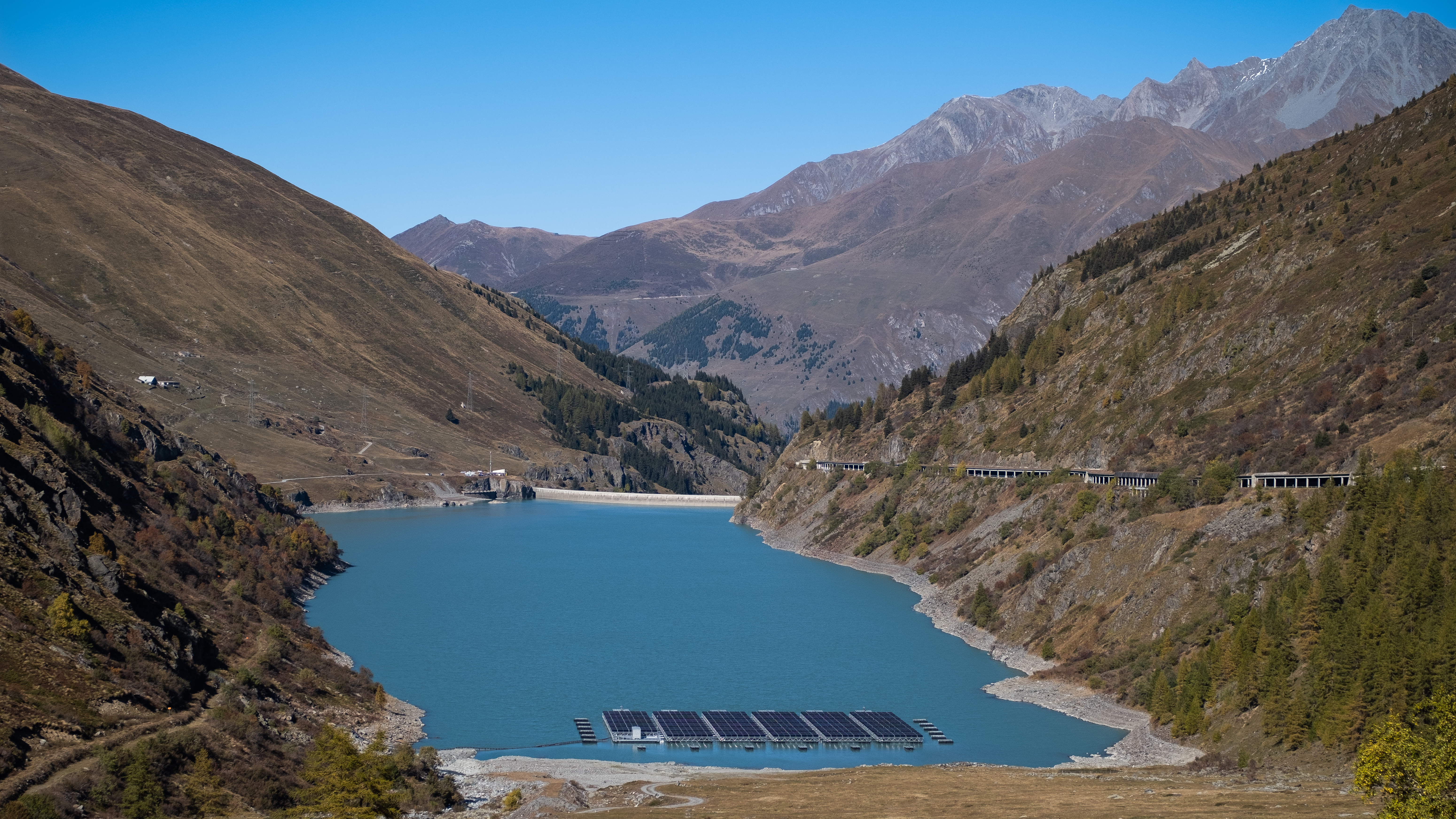
Le lac des Toules en 2021.

Le barrage des Toules est situé dans le Val d'Entremont. Cette vallée donne accès au Col du Grand-Saint-Bernard, col reliant la Suisse à l'Italie (Val d'Aoste).
Le lac des Toules se trouve quant à lui sur le territoire de la commune de Bourg-Saint-Pierre et sur la route du Grand-Saint-Bernard.

## Histoire
Les travaux du barrage ont débuté au cours de l'été 1960 et se sont achevés en 1964. Au cours de ces travaux la route d'accès au Col du Grand-Saint-Bernard a dû être relevée, en effet le lac des Toules devant submerger cette route. Les travaux de la nouvelle route prirent du retard sur ceux du barrage. Ainsi, pendant quelque temps l'ancienne route passait dans un trou au travers du barrage. Une fois la nouvelle route finie, le barrage fut totalement achevé.
Des travaux de confortement du barrage ont débuté en 2008 et visent à renforcer la voûte et à augmenter la capacité de l’évacuateur de crues à déversoir libre.

## Hydroélectricité
Les eaux du barrage sont amenées par une conduite forcée jusqu'à l'usine de Pallazuit, puis à celle d'Orsières, puis celle de Sembrancher et enfin celle de Martigny-Bourg où elles rejoignent le Rhône.

## Installation photovoltaïque
En décembre 2019, une centrale photovoltaïque flottante de 2 240 m2 est inaugurée sur le lac. Il s'agit du premier parc de ce type dans les Alpes. À terme la production annuelle devrait atteindre 800 MWh, la centrale pouvant être agrandie. Romande Energie SA a choisi le fabricant français de marina Port Alu pour l'ingénierie et la construction des structures flottantes. Fabriquées en aluminium et polyéthylène, le châssis métallique repose sur 1000 flotteurs fabriqués par la société Rotax, filiale de Port Alu. La structure métallique supporte 1400 panneaux solaires bifaciaux ainsi que les équipements électriques de transformation.
L'ensemble est arrimé avec des lestes au fond du lac et s'accommode des variations de niveau provoquées par l'activité hydroélectrique. Les conditions prises en compte pour le dimensionnement sont extrêmes : 120 km/h de vent et −30 °C, s'ajoutant en hiver au poids de la neige. La durée de vie envisagée est 50 ans.

### Sources
- Plaquette de présentation des Forces Motrices du Grand-Saint-Bernard